# Bomet
Bomet – miasto w Kenii, nad rzeką Mara. Stolica hrabstwa Bomet. W 2019 liczyło 11,8 tys. mieszkańców. 